# Ipís
Ipís è un distretto della Costa Rica facente parte del cantone di Goicoechea, nella provincia di San José.